# ساره ستروك
ساره ستروك (بالألمانية: Sarah Stork )‏ (و. 1987  م) هي ممثلة مسرحية، وممثلة أفلام ألمانية، ولدت في دورتموند.

## وصلات خارجية
- ساره ستروك على موقع IMDb (الإنجليزية)
- ساره ستروك على موقع ألو سيني (الفرنسية)
- ساره ستروك على موقع كينوبويسك (الروسية)

- ساره ستروك في قاعدة بيانات الأفلام على الإنترنت